# ابراهیم علی‌اف
ابراهیم علی‌اف (ترکی آذربایجانی: İbrahim Əliyev؛ زادهٔ ۱۷ ژوئیهٔ ۱۹۹۹) بازیکن فوتبال است.
از باشگاه‌هایی که در آن بازی کرده‌است می‌توان به باشگاه فوتبال نفتچی باکو اشاره کرد.
وی همچنین در تیم ملی فوتبال زیر ۱۹ سال جمهوری آذربایجان بازی کرده‌است.